# Crăciuniță
Crăciunița (Euphorbia pulcherrima) numită și Poinsettia, este o specie de plante din familia Euphorbiaceae. Originară din Mexic și America Centrală, crăciunița a fost descrisă pentru prima dată de europeni în 1834. Este deosebit de cunoscută pentru frunzele sale roșii și verzi și este utilizată pe scară largă în contextul Crăciunului. Numele Poinsettia din limba engleză se trage de la Joel Roberts Poinsett, primul ambasador al Statelor Unite în Mexic, căruia i se atribuie introducerea plantei în SUA în anii 1820. Crăciunițele sunt niște arbuști, ce ating înălțimi de 0,6–4 m. Deși se spune frecvent că este extrem de toxică, Poinsettia nu este periculoasă pentru animale de companie sau copii. Expunerea la plantă, chiar și consumul, nu are cel mai adesea niciun efect, deși poate provoca greață, vomă sau diaree dacă ingerată. Poinsettia este cea mai importantă plantă de ghiveci din punct de vedere comercial din lume.
Crăciunițele sălbatice apar din Mexic până în sudul Guatemalei, crescând pe pantele orientate spre Pacific, la înălțime medie. Populațiile de Poinsettia sălbatice sunt foarte fragmentate, deoarece habitatul lor se confruntă cu o defrișare în mare parte neregulată. Au fost cultivate de azteci pentru folosul lor în medicina tradițională. 
Alte denumiri comune ale Poinsettiei sunt: Mexican flame leaf, Christmas star, Winter rose, Noche Buena, Lalupatae, Atatürk çiçeği („Floarea lui Atatürk”, în turcă), Αλεξανδρινό (transliterat „Alexandrino”, în greacă), Mikulásvirág („Floarea lui Moș Crăciun” în maghiară).

## Descriere

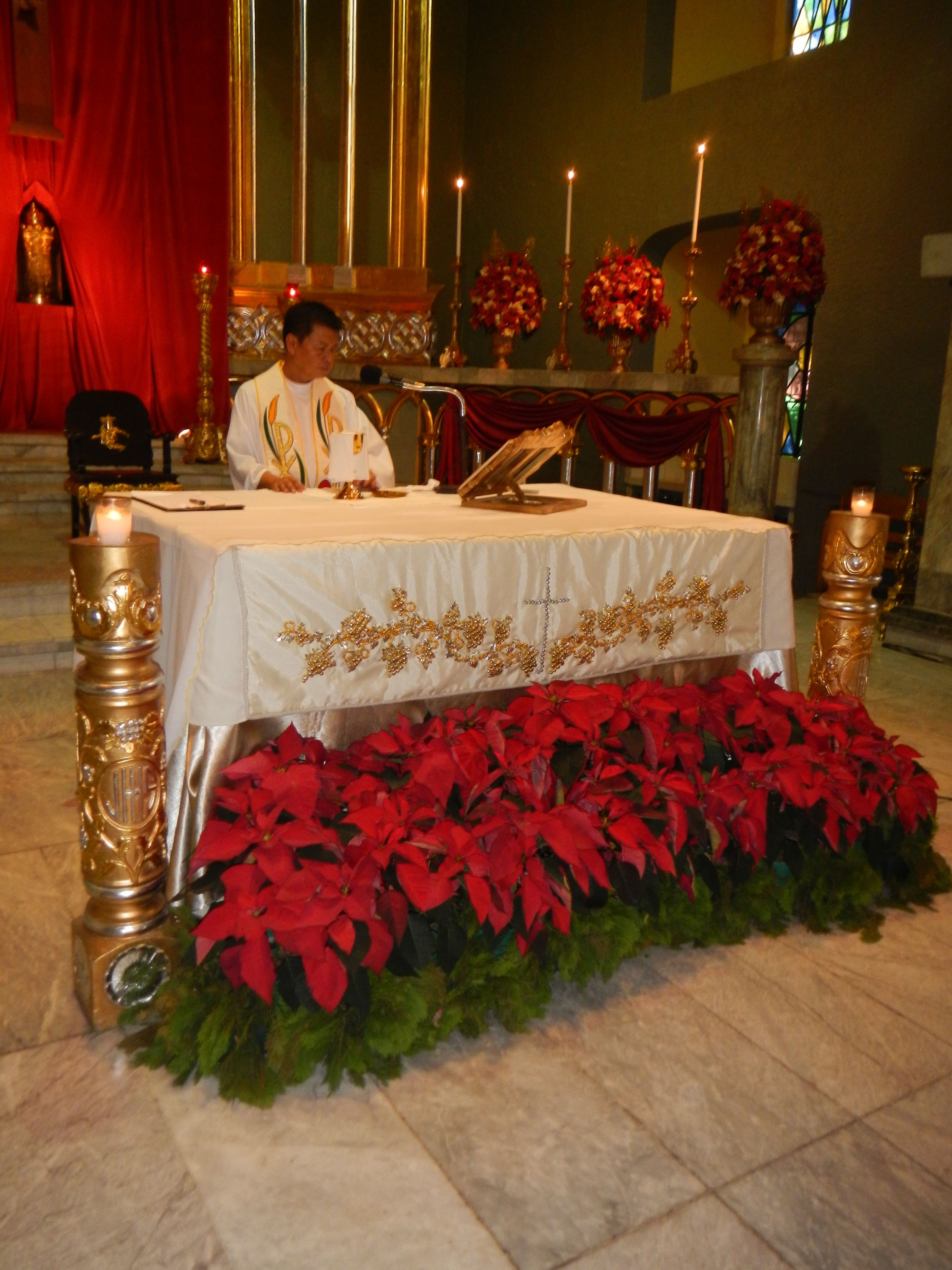
Crăciunițe într-o biserică din Filipine.

Frumusețea sa este, fără îndoială, înflorirea, dar, contrar a ceea ce s-ar putea crede, floarea plantei, numită „ciațiu”, are petale și sepale dispuse într-o formă scobită, și nu este roșie, ci galbenă și înconjurată de o coroană de cinci bractee roșii (deși există și cele roz-var. Annette Hegg Roz; alb-var. Annette Hegg Var' sau alb și roșu aprins. Annette Hegg Supreme).
Este o plantă tipic fotoperiodică sau de scurtă zi; acesta este motivul pentru care înflorirea sa are loc la mijlocul iernii, când zilele sunt mai scurte. O strălucire bună favorizează o creștere luxuriantă, dar pentru a avea o înflorire bună, planta trebuie să rămână aproape toată ziua la întuneric (cel puțin paisprezece ore la rând, timp de 6-8 săptămâni). Prin urmare, trebuie așezată într-un loc în care nu primește lumină artificială și într-un mediu iluminat în orice caz de cel mult opt ore de lumină solară.

## Cultivare
Cultivarea sa - practicată în special în zonele mai calde ale Mediteranei - necesită o temperatură cuprinsă între 14 și 22 °C. Poate trăi chiar și la temperaturi mai scăzute, dar nu suportă înghețul. Trebuie fertilizată, în perioada de iarnă, cel puțin o dată la cincisprezece zile cu potasiu și fosfor și udat în mod regulat când solul este uscat la suprafață. La primăvară planta trebuie tăiată și replantată, acordând o atenție deosebită tulpinii și rădăcinilor care sunt foarte delicate.
Poinsettia este o plantă tipică de Crăciun: de multe ori, când își pierde frunzele, este aruncată; pe de altă parte, dacă are rădăcini bune și este așezată într-un loc luminos, lăsând-o să vegeteze toată vara, la sfârșitul lunii septembrie - când este adus înapoi în interior - își reia înflorirea. În timpul odihnei de vară, poate fi păstrată la soare, după ce se obișnuiește cu o expunere treptată, astfel încât planta să nu se ardă, cu udare regulată când planta are frunze fleșcăite, și cu o regulară fertilizare o dată pe lună.
Reproducerea crăciuniței are loc primăvara prin tăiere (având grijă de a folosi un secator în loc de niște foarfece simple, pentru a evita zdrobirea ramurii); partea tăiată este apoi plasată într-un pahar cu apă călduță și lăsată să rădăcineze; la urmă se pune în ghiveci.